# Klemens Murańka
Klemens Murańka (* 31. August 1994 in Zakopane) ist ein ehemaliger polnischer Skispringer.

## Werdegang
Murańka, der für den TS Wisła Zakopane sprang, erreichte bei den Junioren-Weltmeisterschaften 2010 in Hinterzarten im Einzel den 26. und mit der Mannschaft den fünften Platz. Er qualifizierte sich erstmals am 21. Januar 2011 im heimischen Zakopane für einen Weltcup-Wettbewerb. Ende Januar 2011 wurde er bei den Junioren-Weltmeisterschaften im estnischen Otepää Elfter im Einzel und Vierter mit der polnischen Mannschaft. Weitere drei Wochen später wurde er mit seinem Verein in Szczyrk zum ersten Mal polnischer Mannschaftsmeister. Im selben Jahr gewann er mit dem polnischen Team den Mannschaftswettbewerb beim Europäischen Olympischen Winter-Jugendfestival 2011 im tschechischen Liberec.
Nachdem Murańka am 29. Januar 2012 in Bischofshofen als Dritter erstmals auf das Siegerpodium eines Continental-Cup-Springens steigen konnte, gewann er bei der Junioren-WM 2012 im türkischen Erzurum mit der polnischen Mannschaft, zu der außer ihm noch Tomasz Byrt, Bartłomiej Kłusek und Aleksander Zniszczoł gehörten, die Silbermedaille im Teamspringen und wurde Sechster im Einzelwettkampf. Am 3. März 2012 sprang er beim Mannschaftsspringen im finnischen Lahti mit der polnischen Equipe als Dritter erstmals auf einen Podestplatz im Weltcup. Sein bis dahin erfolgreichstes Karrierejahr rundete er mit zwei zweiten Plätzen bei den Continental-Cup-Springen am 8. und 9. Dezember im kasachischen Almaty ab.
Nach einem Sturz bei einem Trainingssprung in Österreich musste Murańka im Sommer 2012 wegen einer Hornhautverletzung mehrfach am Auge operiert werden und deshalb mehrere Wochen mit dem Training aussetzen. Bei den Juniorenweltmeisterschaften 2013 im tschechischen Liberec konnte er mit der polnischen Mannschaft, zu der neben ihm diesmal Kłusek, Zniszczoł und Krzysztof Biegun gehörten, die Silbermedaille verteidigen und im Einzelwettbewerb ebenfalls den zweiten Platz belegen.
Am 21. September 2013 gelang ihm beim Sommer-Springen in Klingenthal der erste Continental-Cup-Sieg seiner Karriere, dem er am Folgetag gleich den zweiten folgen ließ. Sein erstes Top-Ten-Ergebnis und damit sein bisher bestes Einzelergebnis bei einem Weltcupspringen erreichte er am 21. Dezember 2013 im schweizerischen Engelberg, als er Siebter wurde. Im Februar 2014 wurde er im Einzelwettbewerb der Junioren-Weltmeisterschaften im italienischen Fleimstal zwar lediglich Achter, gewann mit der polnischen Equipe jedoch gemeinsam mit Jakub Wolny, Zniszczoł und Biegun den Titel im Mannschaftswettbewerb. Seinen ersten Continental-Cup-Erfolg auf Schnee konnte er am 7. Februar 2014 im US-amerikanischen Iron Mountain feiern. Bei der Skiflug-Weltmeisterschaft 2014 im tschechischen Harrachov belegte er im Einzel den 25. Platz.
Bei den Nordischen Skiweltmeisterschaften 2015 im schwedischen Falun belegte er in den beiden Einzelwettbewerben die Plätze 17 auf der Normalschanze und 20 auf der Großschanze. Im Mannschaftswettbewerb auf der Großschanze holte er zusammen mit Piotr Żyła, Jan Ziobro und Kamil Stoch die Bronzemedaille. Am 15. März 2015 erreichte er als Zehnter in Oslo seine zweite Top-Ten-Platzierung im Weltcup.
Im Sommer 2015 gewann er zwei Continental-Cup-Springen in Wisła und Frenštát pod Radhoštěm. Seine beste Platzierung in der Weltcup-Saison 2015/16 war ein 19. Rang in Nischni Tagil. Sowohl in dieser Saison als auch in der Saison 2016/17 pendelte er zwischen COC und Weltcup. Bei der Skiflug-Weltmeisterschaft 2016 in Bad Mitterndorf wurde er 26. im Einzel und erreichte mit der polnischen Mannschaft den fünften Platz. In der Saison 2016/17 erreichte er dabei nur noch einmal die besten 30 als 27. in Lillehammer.
In die neue Saison und den Sommer-Continental-Cup 2017/18 startete Murańka am 7. und 8. Juli 2017 mit zwei Siegen auf der Normalschanze von Kranj. Im August 2017 gewann Murańka nach zwei zweiten und einem dritten Platz in drei Wettbewerben die erstmals ausgetragene Beskiden-Tour 2017. Am 26. August 2017 erzielte er seine erste Podestplatzierung im Sommer-Grand-Prix. In Hakuba wurde er Dritter hinter Junshirō Kobayashi und Kenneth Gangnes. Zudem gewann er die Sommer-COC-Wertung 2017. In der darauffolgenden Weltcup-Saison gehörte er beim Auftakt in Wisła zur nationalen Gruppe, scheiterte jedoch als 52. in der Qualifikation. Danach gehörte er nicht mehr zum polnischen Weltcup-Aufgebot und ging im FIS-Cup und im Continental Cup an den Start.
Erst ein Jahr später kam er – erneut beim Weltcup-Auftakt in Wisła – wieder zu einem Einsatz in der Weltcup-Qualifikation, konnte sich aber als 59. wieder nicht qualifizieren. Im Januar 2019 konnte er sich dann in Zakopane erstmals seit knapp zwei Jahren wieder für ein Weltcupspringen qualifizieren, verpasste jedoch als 47. des ersten Durchgangs die Punkteränge deutlich. Letztendlich dauerte es genau 1100 Tage bis zu seinem nächsten Ergebnis in den Weltcup-Punkterängen, welche er am 15. Dezember 2019 in Klingenthal erreichte. Er war als siebter Springer Teil des polnischen Kaders, da er die Sommerwertung des Continental Cups gewann und den Polen somit einen zusätzlichen Kaderplatz ersprungen hatte.
Im September 2024 gab Murańka sein Karriereende bekannt.

## Erfolge

### Continental-Cup-Siege im Einzel
| Nr. | Datum              | Ort                    | Typ           |
| --- | ------------------ | ---------------------- | ------------- |
| 01. | 21. September 2013 | Klingenthal            | Großschanze   |
| 02. | 22. September 2013 | Klingenthal            | Großschanze   |
| 03. | 7. Februar 2014    | Iron Mountain          | Großschanze   |
| 04. | 25. Januar 2015    | Planica                | Großschanze   |
| 05. | 9. August 2015     | Wisła                  | Großschanze   |
| 06. | 28. August 2015    | Frenštát pod Radhoštěm | Großschanze   |
| 07. | 7. Juli 2017       | Kranj                  | Normalschanze |
| 08. | 8. Juli 2017       | Kranj                  | Normalschanze |
| 09. | 10. August 2019    | Wisła                  | Großschanze   |
| 10. | 11. August 2019    | Wisła                  | Großschanze   |
| 11. | 14. September 2019 | Lillehammer            | Großschanze   |
| 12. | 26. Januar 2020    | Sapporo                | Großschanze   |

## Statistik

### Weltcup-Platzierungen
| Saison  | Platz | Punkte |
| ------- | ----- | ------ |
| 2011/12 | 56.   | 026    |
| 2012/13 | 75.   | 006    |
| 2013/14 | 38.   | 132    |
| 2014/15 | 42.   | 102    |
| 2015/16 | 50.   | 036    |
| 2016/17 | 65.   | 004    |
| 2019/20 | 61.   | 008    |
| 2020/21 | 31.   | 141    |

### Grand-Prix-Platzierungen
| Saison | Platz | Punkte |
| ------ | ----- | ------ |
| 2013   | 32.   | 095    |
| 2015   | 51.   | 047    |
| 2016   | 34.   | 077    |
| 2017   | 28.   | 075    |
| 2019   | 32.   | 068    |
| 2020   | 11.   | 042    |
| 2021   | 48.   | 029    |
| 2023   | 38.   | 062    |

### Continental-Cup-Platzierungen
| Saison  | Sommer | Sommer | Winter | Winter | Gesamt | Gesamt |
| Saison  | Platz  | Punkte | Platz  | Punkte | Platz  | Punkte |
| ------- | ------ | ------ | ------ | ------ | ------ | ------ |
| 2007/08 | –      | –      | 092.   | 036    | 107.   | 036    |
| 2008/09 | –      | –      | 072.   | 072    | 090.   | 072    |
| 2009/10 | 099.   | 002    | 059.   | 091    | 077.   | 093    |
| 2010/11 | 028.   | 154    | 061.   | 085    | 046.   | 239    |
| 2011/12 | 038.   | 061    | 037.   | 157    | 041.   | 218    |
| 2012/13 | –      | –      | 021.   | 350    | 031.   | 350    |
| 2013/14 | 004.   | 273    | 020.   | 277    | 012.   | 550    |
| 2014/15 | 066.   | 037    | 024.   | 310    | 034.   | 347    |
| 2015/16 | 007.   | 312    | 044.   | 170    | 021.   | 482    |
| 2016/17 | –      | –      | 016.   | 442    | 025.   | 442    |
| 2017/18 | 001.   | 700    | 050.   | 107    | 007.   | 807    |
| 2018/19 | 093.   | 005    | 045.   | 128    | 066.   | 133    |
| 2019/20 | 001.   | 724    | 23.    | 254    | 002.   | 978    |
| 2020/21 | 013.   | 042    | 059.   | 032    | 052.   | 074    |
| 2021/22 | 031.   | 099    | 054.   | 067    | 052.   | 166    |
| 2022/23 | 016.   | 127    | 029.   | 230    | 025.   | 357    |

### Schanzenrekorde
| Schanze (Hillsize)        | Ort       | Weite   | aufgestellt am  | Rekord bis      |
| ------------------------- | --------- | ------- | --------------- | --------------- |
| Mühlenkopfschanze (HS147) | Willingen | 153,0 m | 29. Januar 2021 | 3. Februar 2024 |